# 斯特凡·布伦施泰纳
斯特凡·布伦施泰纳（德語：Stefan Brennsteiner，1991年10月3日—），奥地利男子高山滑雪运动员。他曾代表奥地利参加2018年和2022年冬季奥林匹克运动会高山滑雪比赛，其中2022年冬季奥运会获得一枚金牌。